# Dorrit Willumsen

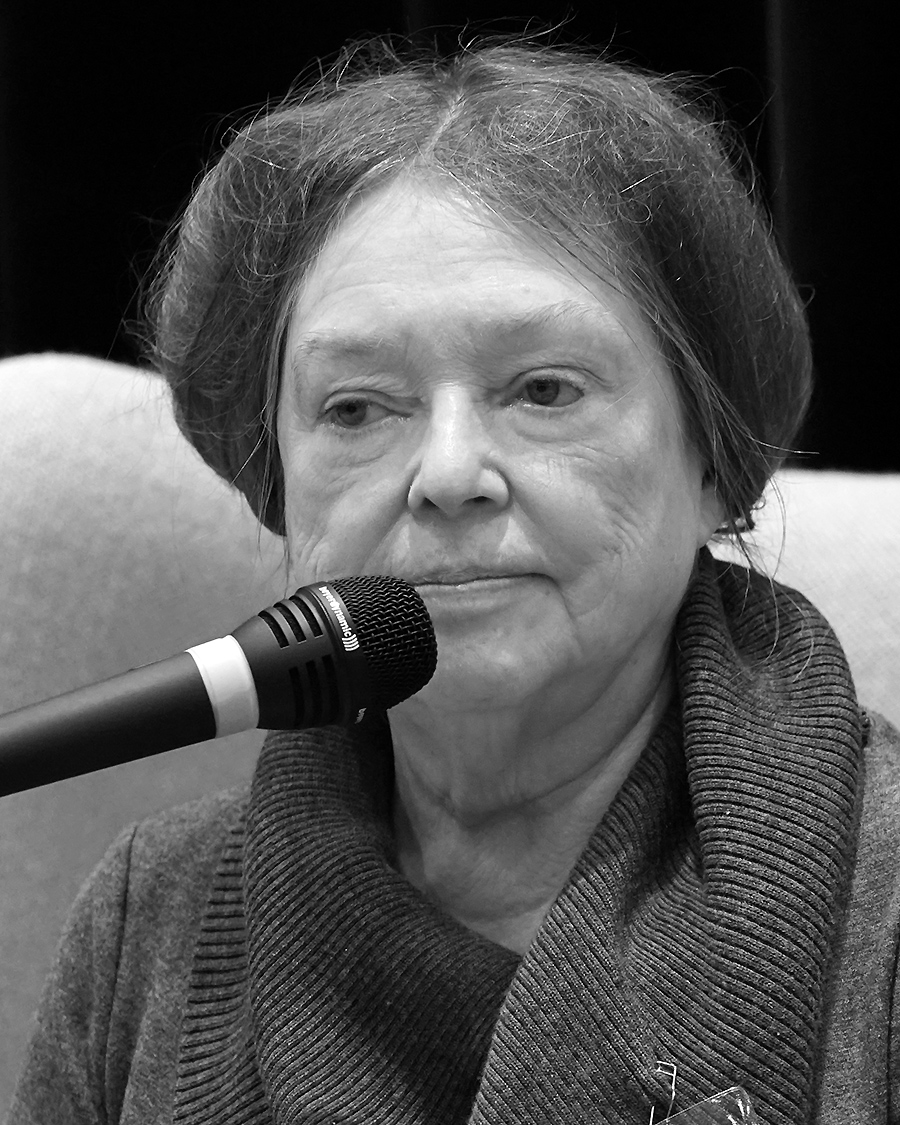
Dorrit Willumsen (2015)

Dorrit Willumsen (ur. 31 sierpnia 1940) – duńska powieściopisarka i nowelistka, z zawodu bibliotekarka.
Zadebiutowała w roku 1965 opowiadaniami wydanymi w zbiorze Knagen ("Haczyk"). W 1984 roku Willumsen otrzymała duńską nagrodę literacką Złote laury, a w 1997 nagrodę Rady Nordyckiej za książkę Bang (o pisarzu Hermanie Bangu).
W Polsce znana z powieści Ongiś (duń. Da, 1968), Maria: powieść o życiu Madame Tussaud  (duń. Marie: en roman om Marie Tussauds liv, 1984) i opowiadania Sensacja (duń. Sensation, 1965) wydanego w zbiorze noweli duńskich Buty są ważne.
Proza Willumsen charakteryzuje się zwrotem ku grotesce, surrealizmowi i fantastyce.